# Daniel Babut
Pour les articles homonymes, voir Babut.
Daniel Babut, né à Lille le 12 février 1929 et mort le 13 février 2009 dans le 9e arrondissement de Lyon, est un helléniste français, spécialiste de philosophie grecque et notamment des œuvres morales de Plutarque. Il a enseigné à l'université Lumière-Lyon II de 1963 à 1992.

## Œuvre
Daniel Babut a consacré sa thèse de doctorat d'État, parue en 1969, à Plutarque et à sa réception de la philosophie stoïcienne. Il montre comment Plutarque s'oppose, méthodiquement et parfois violemment, à l'éthique stoïcienne et fait des Stoïciens ses « adversaires privilégiés ». La même année, il publie dans la collection Budé le traité de Plutarque De la vertu éthique, l'un des textes où l'on trouve les développements polémiques les plus marqués contre les Stoïciens.
Intéressé par la question du rapport des philosophes grecs avec le divin, il a publié en 1974 une synthèse sur La Religion des philosophes grecs de Thalès aux stoïcismes. On a noté aussi l'intérêt de ses études sur la place d'Anaximandre et de Xénophane dans l'évolution des conceptions du divin.

## Principales publications
- Plutarque et le stoïcisme, Paris, Presses universitaires de France, 1969 (thèse). Traduit en italien sous le titre Plutarco e lo stoicismo, Milan, Vita e Pensiero Università, 2003.
- La Religion des philosophes grecs de Thalès aux stoïcismes, Paris, Presses universitaires de France, 1974.
- Sur l'unité de la pensée d'Empédocle, Berlin, Akademie Verlag, 1976.
- Plusieurs volumes de l'édition de Plutarque dans la Collection des universités de France (collection Budé), aux Belles Lettres :
  - De la vertu éthique (1969).
  - Œuvres morales, tome XV, 1re partie (avec la collab. de Michel Casevitz pour l'établissement du texte) : Traité 70 : Sur les contradictions stoïciennes ; traité 71 : Synopsis du traité Que les stoïciens tiennent des propos plus paradoxaux que les poètes (2004).  (ISBN 2-251-00522-6).
  - Œuvres morales, tome XV, 2e partie (avec la collab. de Michel Casevitz pour l'établissement du texte) : Traité 72 : Sur les notions communes, contre les Stoïciens (2002).  (ISBN 2-251-00507-2).

- Une partie de ses articles ont été recueillis dans Parerga. Choix d'articles de Daniel Babut (1974–1994), Lyon, Maison de l'Orient méditerranéen, 1994.